# Escut de Pardines

Escut oficial de Pardines

L'escut oficial de Pardines té el següent blasonament:
Escut caironat: de sinople, una vall d'or amb 4 pals de gules, acompanyada d'una estrella d'argent dins un llunell d'argent. Per timbre una corona mural de poble.

## Història
Va ser aprovat el 22 d'agost del 2000 i publicat al DOGC el 15 de setembre del mateix any amb el número 3226.
L'estrella i els llunells d'argent són una al·lusió al protomàrtir sant Esteve, patró del poble. La primera partició, ondada, de sinople representa la vall de Pardines, per on discorre el riu Segadell. Els quatre pals o armes reials de Catalunya de la segona partició recorden que la localitat va pertànyer a la corona des del segle xiv.